# Michail Wadimowitsch Peunow
Michail Wadimowitsch Peunow (russisch Михаил Вадимович Пеунов; * 1. Januar 1948 in Leningrad) ist ein ehemaliger sowjetischer Bogenschütze.
Peunow war 1969 und 1971 sowjetischer Landesmeister. Er nahm an den Olympischen Spielen 1972 in München teil und erreichte im Wettkampf im Bogenschießen als zweitbester von drei Teilnehmern seines Landes mit 2397 Ringen den 12. Platz.